# Macropsis orientalis
Macropsis orientalis är en insektsart som beskrevs av William Lucas Distant 1916. Macropsis orientalis ingår i släktet Macropsis och familjen dvärgstritar. Inga underarter finns listade i Catalogue of Life.